# Distretto di Nyíregyháza
Il distretto di Nyíregyháza (in ungherese Nyíregyházi járás) è un distretto dell'Ungheria, situato nella provincia di Szabolcs-Szatmár-Bereg.